# Vertaizon
Vertaizon est une commune française, située dans le département du Puy-de-Dôme en région Auvergne-Rhône-Alpes. Elle fait partie de l'aire d'attraction de Clermont-Ferrand.
Ses habitants sont appelés les Vertaizonnais.

## Géographie

### Localisation
Vertaizon est accrochée à une colline offrant, de l'« ancienne église » et ses remparts, une vue dégagée sur la plaine de la Limagne et Pont-du-Château.
La commune s'étend au pied de la colline, jusqu'au lieu-dit de Chignat.
Sept communes sont limitrophes de Vertaizon :
| Pont-du-Château | Beauregard-l'Évêque | Bouzel |
| Dallet          | Vertaizon           |        |
| Mezel           | Chauriat            | Vassel |

### Voies de communication et transports

#### Voies routières
La commune est traversée par la route départementale 2089, passant au village de Chignat (anciennement la route nationale 89, axe Bordeaux - Clermont-Ferrand - Lyon via Thiers). De ce village, la route départementale 997, ancienne route nationale 497, continue vers Billom.
Le territoire communal est traversé par les routes départementales 4 (passant à l'ouest de la commune, en direction de Chauriat), 4a, 10 (de Chignat à Moissat), 10a, 70 (en direction de Bouzel), 70a et 340 (vers Mezel).

#### Transport ferroviaire

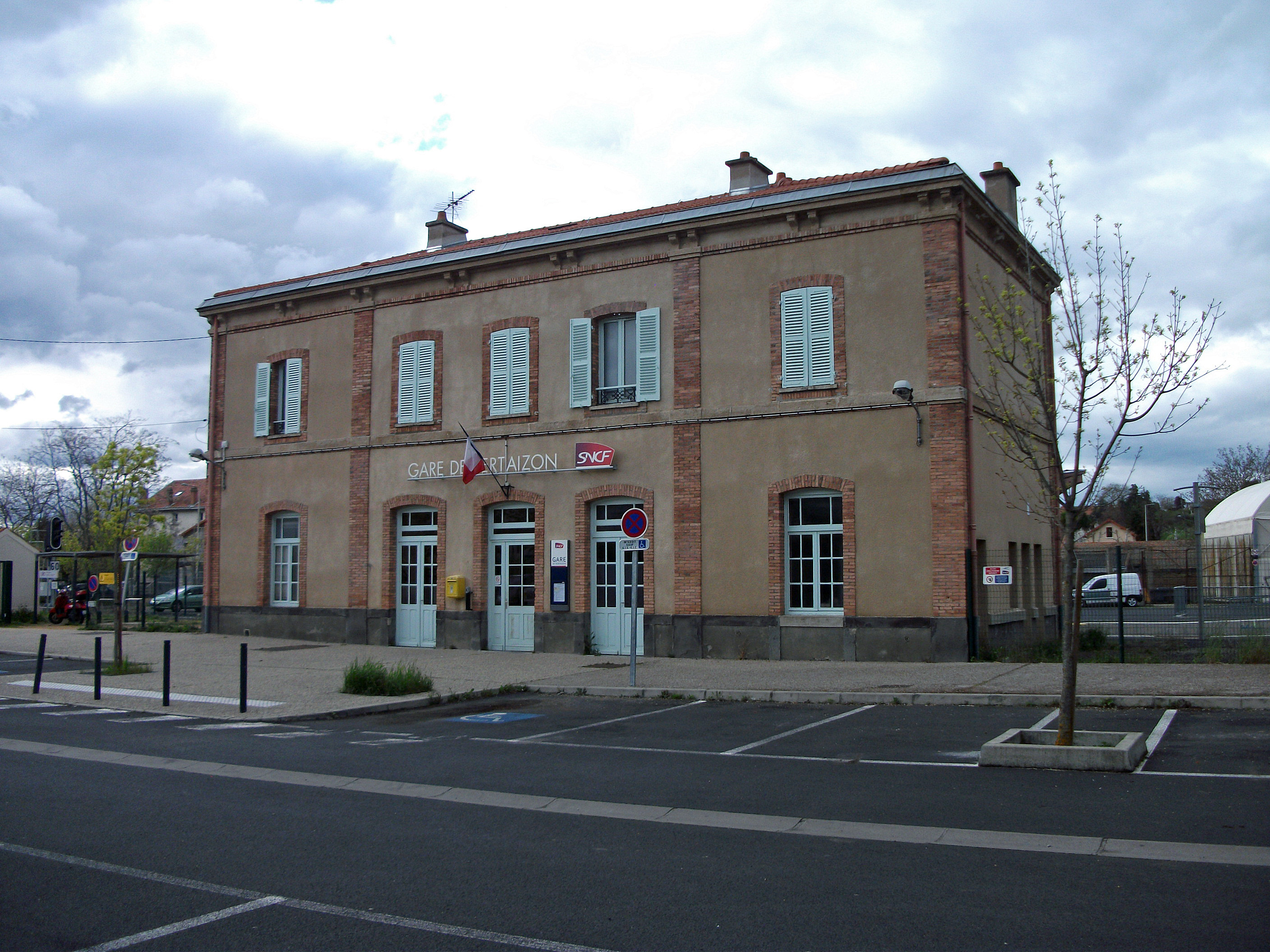
Le bâtiment voyageurs de la gare de Vertaizon.

La gare de Vertaizon, sur la ligne de Clermont-Ferrand à Saint-Just-sur-Loire, est desservie par le TER Auvergne-Rhône-Alpes reliant la gare de Clermont-Ferrand et la gare de Thiers.

#### Transports en commun
Cinq lignes départementales du réseau interurbain du Puy-de-Dôme, gérées par le conseil régional d'Auvergne-Rhône-Alpes, desservent la commune :
| Ligne | Tracé                                                                                                  |
| ----- | --- |
| P01   | Clermont-Ferrand (gare routière) ↔ Vertaizon (Chignat) ↔ Thiers ↔ Saint-Rémy-sur-Durolle ↔ Chabreloche |
| P02   | Clermont-Ferrand (gare routière) ↔ Vertaizon (Chignat) ↔ Ambert ↔ Arlanc                               |
| P23   | Clermont-Ferrand (gare routière) ↔ Vertaizon (Chignat, écoles, cimetière) ↔ Espirat ↔ Billom           |
| P25   | Clermont-Ferrand (gare routière) ↔ Vertaizon (Chignat, écoles) ↔ Chas                                  |
| P35   | Clermont-Ferrand (gare routière) ↔ Vertaizon (Chignat) ↔ Courpière ↔ Peschadoires (Pont-de-Dore)       |

### Climat
Pour des articles plus généraux, voir Climat d'Auvergne-Rhône-Alpes et Climat du Puy-de-Dôme.
En 2010, le climat de la commune est de type climat océanique dégradé des plaines du Centre et du Nord, selon une étude du Centre national de la recherche scientifique s'appuyant sur une série de données couvrant la période 1971-2000. En 2020, Météo-France publie une typologie des climats de la France métropolitaine dans laquelle la commune est exposée à un climat de montagne ou de marges de montagne et est dans la région climatique  Nord-est du Massif Central, caractérisée par une pluviométrie annuelle de 800 à 1 200 mm, bien répartie dans l’année. 
Pour la période 1971-2000, la température annuelle moyenne est de 11,2 °C, avec une amplitude thermique annuelle de 16,3 °C. Le cumul annuel moyen de précipitations est de 860 mm, avec 10 jours de précipitations en janvier et 7,3 jours en juillet. Pour la période 1991-2020, la température moyenne annuelle observée sur la station météorologique de Météo-France la plus proche, « Fayet-le-Château », sur la commune de Fayet-le-Château à 14 km à vol d'oiseau, est de 11,2 °C et le cumul annuel moyen de précipitations est de 889,9 mm,. Pour l'avenir, les paramètres climatiques de la commune estimés pour 2050 selon différents scénarios d'émission de gaz à effet de serre sont consultables sur un site dédié publié par Météo-France en novembre 2022.

## Urbanisme

### Typologie
Au 1er janvier 2024, Vertaizon est catégorisée ceinture urbaine, selon la nouvelle grille communale de densité à sept niveaux définie par l'Insee en 2022.
Elle appartient à l'unité urbaine de Vertaizon, une agglomération intra-départementale regroupant deux  communes, dont elle est ville-centre,,. Par ailleurs la commune fait partie de l'aire d'attraction de Clermont-Ferrand, dont elle est une commune de la couronne,. Cette aire, qui regroupe 209 communes, est catégorisée dans les aires de 200 000 à moins de 700 000 habitants,.

### Occupation des sols
L'occupation des sols de la commune, telle qu'elle ressort de la base de données européenne d’occupation biophysique des sols Corine Land Cover (CLC), est marquée par l'importance des territoires agricoles (76,9 % en 2018), en diminution par rapport à 1990 (80,5 %). La répartition détaillée en 2018 est la suivante : terres arables (65,3 %), zones urbanisées (13,9 %), zones agricoles hétérogènes (9 %), milieux à végétation arbustive et/ou herbacée (5 %), forêts (4,1 %), prairies (2,6 %), zones industrielles ou commerciales et réseaux de communication (0,1 %). L'évolution de l’occupation des sols de la commune et de ses infrastructures peut être observée sur les différentes représentations cartographiques du territoire : la carte de Cassini (XVIIIe siècle), la carte d'état-major (1820-1866) et les cartes ou photos aériennes de l'IGN pour la période actuelle (1950 à aujourd'hui).

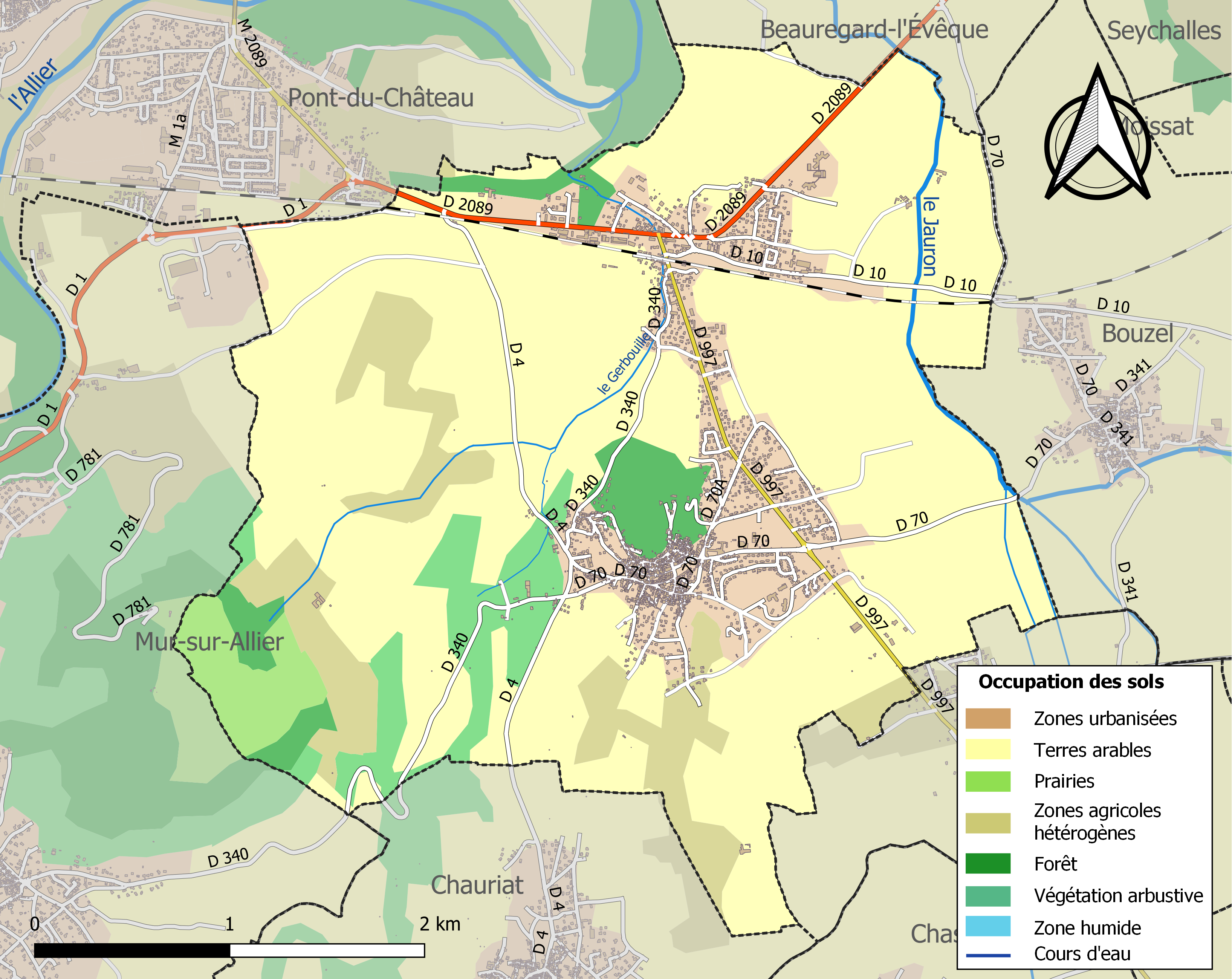
Carte des infrastructures et de l'occupation des sols de la commune en 2018 (CLC).

## Toponymie
Selon Jean Dauzat, le toponyme Vertaizon dérive du latin vertere qui signifie tourner autour, tourner en rond, et se réfèrerait à la construction du château-fort et des premières maisons sur le sommet et les flancs d'une colline. On peut relever sur les chartes plusieurs noms successifs aboutissant au toponyme actuel : Castrum-Vertasionem ou Vertazio en 995, Castellanium Vertazioni en 1200, Vertaizionium en 1317.  En dérivent Vertaizon en français et Vartaizon en auvergnat.

## Histoire
La « foire de Chignat », ancienne « foire aux melons », est l'une des plus anciennes de France ; il en est fait état dans des écrits datés de 1303. Cet événement a lieu chaque année au mois de septembre, face au château de Chignat.
En 1195, la seigneurie de Vertaizon qui appartient au troubadour Pons de Chapteuil est attaquée par l'évêque Robert de Clermont alors en guerre avec son frère le comte Guy II d'Auvergne, un ami proche du seigneur de la cité.

## Politique et administration

### Découpage territorial
La commune de Vertaizon est membre de la communauté de communes Billom Communauté, un établissement public de coopération intercommunale (EPCI) à fiscalité propre créé le 1er janvier 2017 dont le siège est à Billom. Ce dernier est par ailleurs membre d'autres groupements intercommunaux.
Sur le plan administratif, elle est rattachée à l'arrondissement de Clermont-Ferrand, à la circonscription administrative de l'État du Puy-de-Dôme et à la région Auvergne-Rhône-Alpes. Auparavant, elle dépendait du district de Billom en 1793 et a été chef-lieu de canton jusqu'en 2015.
Sur le plan électoral, elle dépend du canton de Billom pour l'élection des conseillers départementaux, depuis le redécoupage cantonal de 2014 entré en vigueur en 2015, et de la quatrième circonscription du Puy-de-Dôme pour les élections législatives, depuis le dernier découpage électoral de 2010.

### Élections municipales et communautaires

#### Élections de 2020
Le conseil municipal de Vertaizon, commune de plus de 1 000 habitants, est élu au scrutin proportionnel de liste à deux tours (sans aucune modification possible de la liste), pour un mandat de six ans renouvelable. Compte tenu de la population communale, le nombre de sièges à pourvoir lors des élections municipales de 2020 est de 23. Les vingt-trois conseillers municipaux sont élus au premier tour avec un taux de participation de 50,52 %, se répartissant en : dix-huit sièges issus de la liste de Jean-Jacques Cavalière et cinq sièges issus de la liste d'Amalia Quinton.
Les six sièges attribués à la commune au sein du conseil communautaire de la communauté de communes Billom Communauté se répartissent en : cinq sièges pour la liste de Jean-Jacques Cavalière et un siège pour la liste d'Amalia Quinton.
Le conseil municipal, réuni en mai 2020 pour élire le maire, est composé de 23 membres, dont six adjoints et un conseiller délégué.

#### Chronologie des maires
| Période                                  | Période                                | Identité                            | Étiquette | Qualité                                                                 |
| ---------------------------------------- | -------------------------------------- | ----------------------------------- | --------- | ----------------------------------------------------------------------- |
| Les données manquantes sont à compléter. |                                        |                                     |           |                                                                         |
| 1796                                     | 1816                                   | Georges-Joseph Vigeral              |           | Notaire                                                                 |
| 1816                                     | 1830                                   | Gabriel-Alexis Théallier-Desmoulins |           |                                                                         |
| 1830                                     | 1860                                   | Guillaume-Joseph-Émile Vigeral      |           | Notaire                                                                 |
| 1860                                     | 1871                                   | Antoine-Joseph-Guillaume Vigeral    |           | Propriétaire-cultivateur                                                |
| 1884                                     | 1888                                   | Amable Desliard                     |           |                                                                         |
| 1888                                     | 1896                                   | Benoît Serindat                     |           |                                                                         |
| 1896                                     | 1912                                   | Philippe Verny                      |           |                                                                         |
| 1912                                     | 1922                                   | Jacques Mesnier                     |           |                                                                         |
| 1922                                     | 1931                                   | Louis Rochette de Lempdes           |           |                                                                         |
| 1931                                     | 7 mai 1938                             | François Taillandier                |           |                                                                         |
| 20 juin 1938                             | 11 septembre 1944                      | Annet Hérody                        |           |                                                                         |
| 1945                                     | 1947                                   | Louis Aurel                         |           |                                                                         |
| 1947                                     | 1959                                   | Marcellin Vigeral                   |           |                                                                         |
| 1959                                     | 1965                                   | Eugène Fourvel                      | PCF       | Agriculteur, député                                                     |
| 1965                                     | juin 1966 (décès)                      | Henri Noyer                         | SFIO      | Conseiller général du canton de Vertaizon (1951-1966)                   |
| 8 juillet 1966                           | mars 1977                              | Jean Prulière                       | PS        | Marchand de vins, conseiller général du canton de Vertaizon (1976-1982) |
| mars 1977                                | 2000                                   | Paul Archimbaud                     | PCF       | Défense nationale                                                       |
| 2000                                     | février 2003                           | Philippe Aussourd                   | PCF       | Fonctionnaire de l'Éducation nationale                                  |
| mars 2003                                | mars 2008                              | Robert Barnola                      | PCF       | Fonctionnaire de l'Éducation nationale                                  |
| mars 2008                                | novembre 2018 (décès)[réf. nécessaire] | Jean-Paul Prulière                  | PS        | Marchand de vin                                                         |
| 9 décembre 2018                          | mai 2020                               | Amalia Quinton                      |           |                                                                         |
| mai 2020                                 | En cours (au 6 juin 2020)              | Jean-Jacques Cavalière              | SE        | Retraité de l'aéronautique                                              |

## Équipements et services publics

### Enseignement
Vertaizon fait partie de l'académie de Clermont-Ferrand.
Les élèves commencent leur scolarité à l'école élémentaire publique Louis-Aragon. Ils la poursuivent au collège du Beffroi, à Billom, puis au lycée René-Descartes de Cournon-d'Auvergne pour les filières générales et la filière technologique STMG, ou aux lycées La-Fayette ou Roger-Claustres à Clermont-Ferrand pour la filière technologique STI2D.

### Santé
Une pharmacie est implantée et sept professionnels de santé sont installés dans la commune.

### Justice et sécurité
Vertaizon dépend de la cour d'appel de Riom et des tribunaux judiciaire et de commerce de Clermont-Ferrand.
Une brigade de gendarmerie est implantée à Vertaizon.

## Population et société

### Démographie
L'évolution du nombre d'habitants est connue à travers les recensements de la population effectués dans la commune depuis 1793. Pour les communes de moins de 10 000 habitants, une enquête de recensement portant sur toute la population est réalisée tous les cinq ans, les populations de référence des années intermédiaires étant quant à elles estimées par interpolation ou extrapolation. Pour la commune, le premier recensement exhaustif entrant dans le cadre du nouveau dispositif a été réalisé en 2008.

En 2022, la commune comptait 3 442 habitants, en évolution de +7,9 % par rapport à 2016 (Puy-de-Dôme : +2,1 %, France hors Mayotte : +2,11 %).
| 1793  | 1800  | 1806  | 1821  | 1831  | 1836  | 1841  | 1846  | 1851  |
| ----- | ----- | ----- | ----- | ----- | ----- | ----- | ----- | ----- |
| 2 027 | 2 524 | 2 697 | 2 657 | 2 735 | 2 676 | 2 504 | 2 470 | 2 450 |

| 1856  | 1861  | 1866  | 1872  | 1876  | 1881  | 1886  | 1891  | 1896  |
| ----- | ----- | ----- | ----- | ----- | ----- | ----- | ----- | ----- |
| 2 331 | 2 296 | 2 267 | 2 134 | 2 111 | 1 965 | 1 918 | 1 963 | 1 906 |

| 1901  | 1906  | 1911  | 1921  | 1926  | 1931  | 1936  | 1946  | 1954  |
| ----- | ----- | ----- | ----- | ----- | ----- | ----- | ----- | ----- |
| 1 909 | 1 839 | 1 724 | 1 503 | 1 534 | 1 509 | 1 202 | 1 253 | 1 305 |

| 1962  | 1968  | 1975  | 1982  | 1990  | 1999  | 2006  | 2008  | 2013  |
| ----- | ----- | ----- | ----- | ----- | ----- | ----- | ----- | ----- |
| 1 701 | 1 882 | 1 979 | 2 033 | 2 156 | 2 278 | 2 794 | 2 958 | 3 207 |

| 2018  | 2022  | - | - | - | - | - | - | - |
| ----- | ----- | - | - | - | - | - | - | - |
| 3 184 | 3 442 | - | - | - | - | - | - | - |

L'attractivité des prix des terrains et la proximité de Clermont-Ferrand favorisent la croissance démographique.

## Économie
La ville possède une zone d'activité et deux Adapei (Association Départementale des Amis et Parents de Personnes Handicapées Mentales).

### Commerce
La base permanente des équipements de 2014 recense huit commerces : une épicerie, trois boulangeries, une librairie-papeterie-journaux, une horlogerie-bijouterie et deux fleuristes.

## Culture locale et patrimoine

### Lieux et monuments

#### Site disparu
- Château médiéval détruit au XVIIe siècle sur ordre de Richelieu. Il se situait au sommet de la butte de Vertaizon.

#### Sites actuels
- L'oppidum du Puy du Mur, inscrit aux au titre des monuments historiques par arrêté du 14 juin 2002[40],[41].
- Remparts de la ville. Ne subsiste qu'une partie des remparts nord, à proximité de l'ancienne église. Table d'orientation avec vue sur la Limagne.
- Ancienne église Notre-Dame du XIIIe siècle[42] classée par arrêté du 19 mars 1982. Sa construction, à l'emplacement de l'ancienne chapelle castrale, est décidée par les évêques lorsqu'ils devinrent propriétaires du château. Elle rempliera les fonctions d'église paroissiale jusqu'en 1892.
- Église Saint-Pierre et Paul. Il s'agit de l'actuelle église paroissiale. Elle est située au centre du bourg.

Ancienne église de Vertaizon
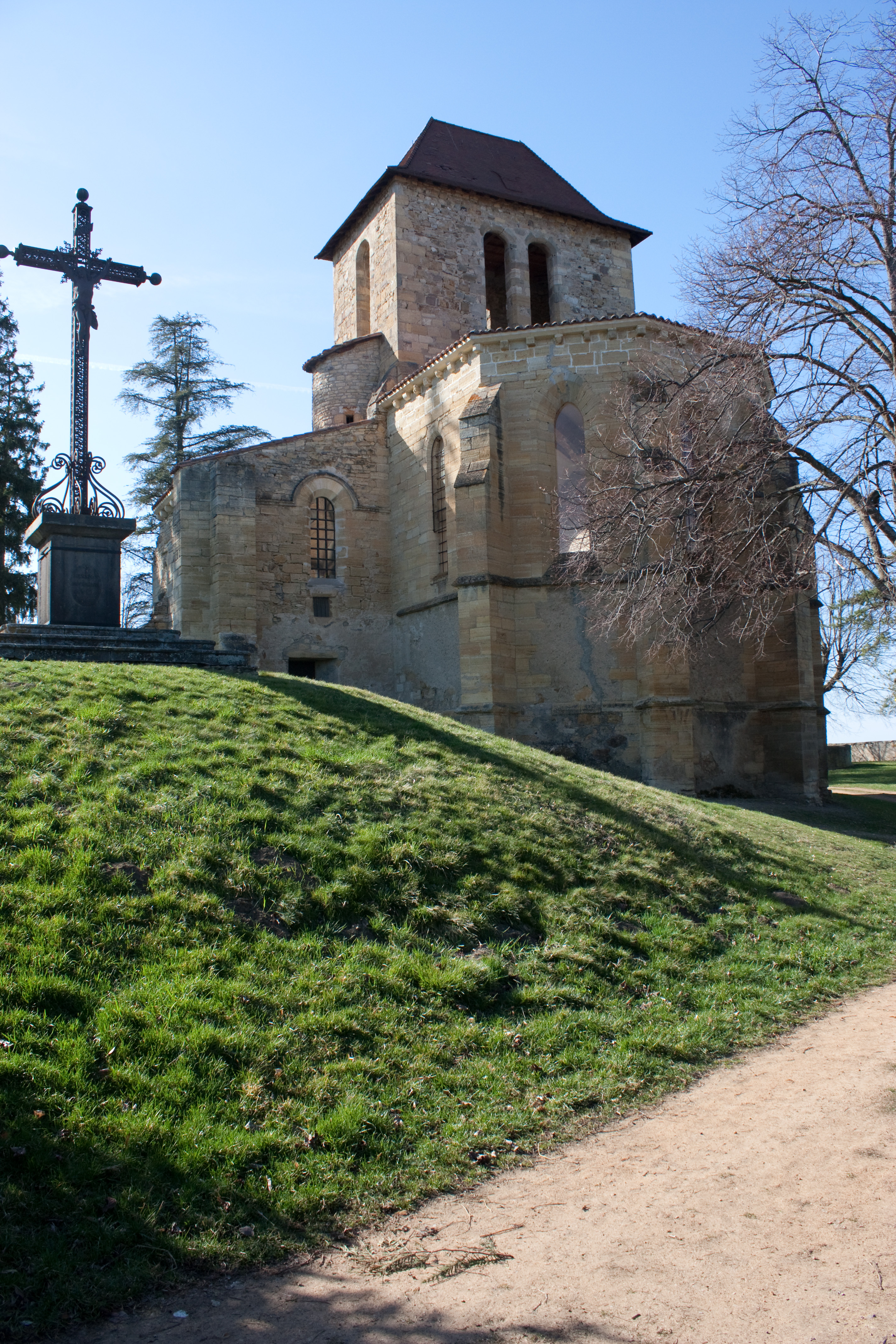
Vue arrière.
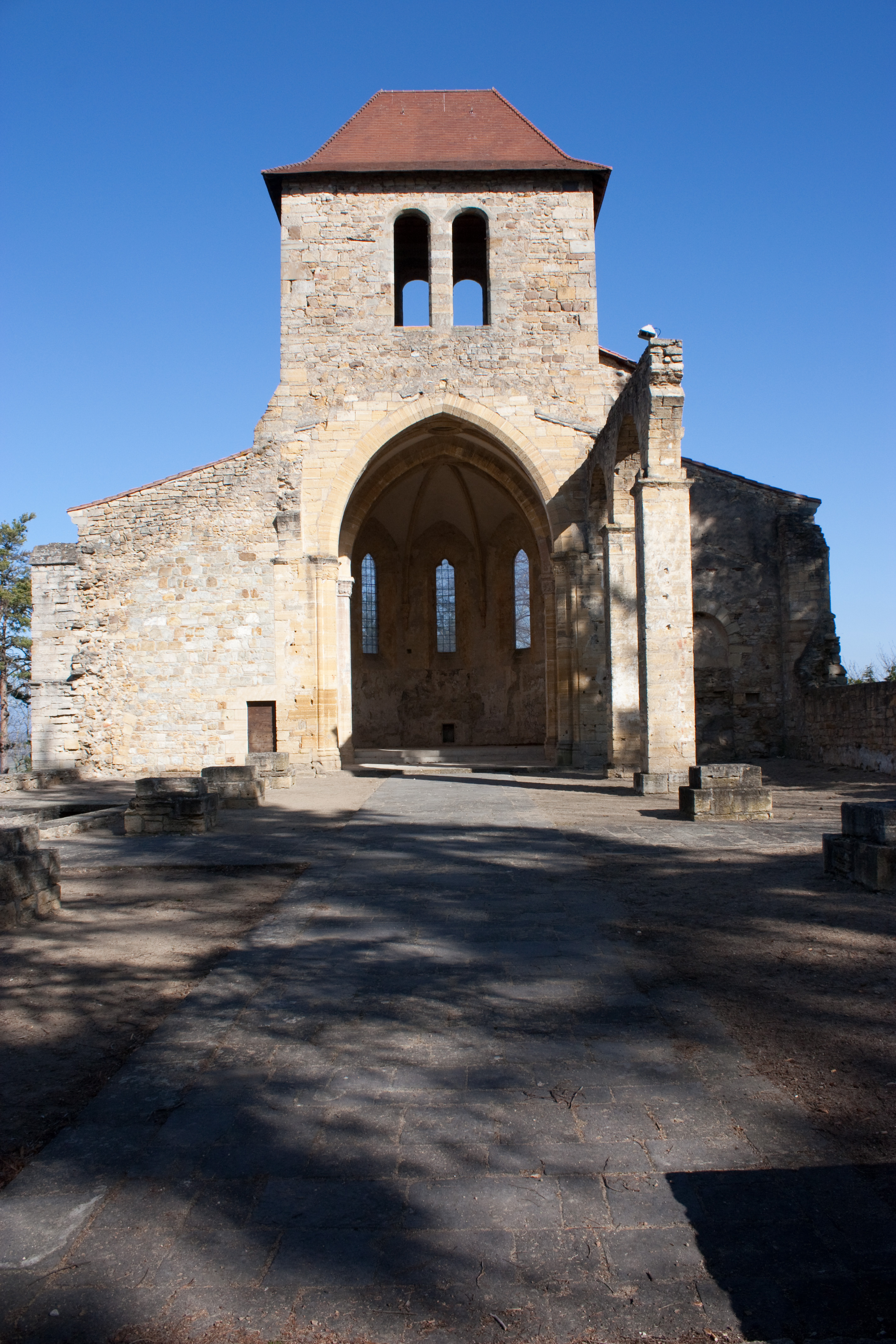
Chœur.

### Personnalités liées à la commune
- Pons de Chapteuil, troubadour auvergnat.
- Émile Durin (1896-1981), cogérant de la Manufacture Française des Pneumatiques Michelin de 1951 à 1962.
- Prosper Marilhat, artiste peintre.

### Héraldique
| Blason de Vertaizon | Blason  | D'azur à la croix latine alésée et cousue de gueules, surmontée d'une étoile d'argent, et cantonnée, au 1 d'une lettre M d'or, au 2, d'une lettre C du même, au 3, de trois étoiles d'argent posées 2 et 1, au 4, de trois croissants du même posés 2 et 1. |
| Blason de Vertaizon | Détails | Le statut officiel du blason reste à déterminer. |